# Regata de Huelin
La regata de Huelin es una competición deportiva de remo que se celebra anualmente en las playas del barrio de Huelin de la ciudad de Málaga (España), siendo una de las pruebas clasificatorias de la liga de jábegas. También es conocida como Gran Premio de Huelin-Carrefour y Gran Premio Distrito 7.
Se trata de un evento organizado por el Área de Turismo y Deporte del Ayuntamiento de Málaga y la Junta del Distrito Carretera de Cádiz y patrocinada por la empresa Carrefour con ocasión de las fiestas marineras de Huelin. La prueba consta de dos mangas clasificatorias y una manga final a la que acceden los dos primeros equipos de cada semifinal y el mejor tercer tiempo. En la edición de 2009 fue la prueba que cerró la liga, en la que el CD Rebalaje se proclamó vencedor con la Cordelia por un punto de ventaja sobre el Real Club Mediterráneo.

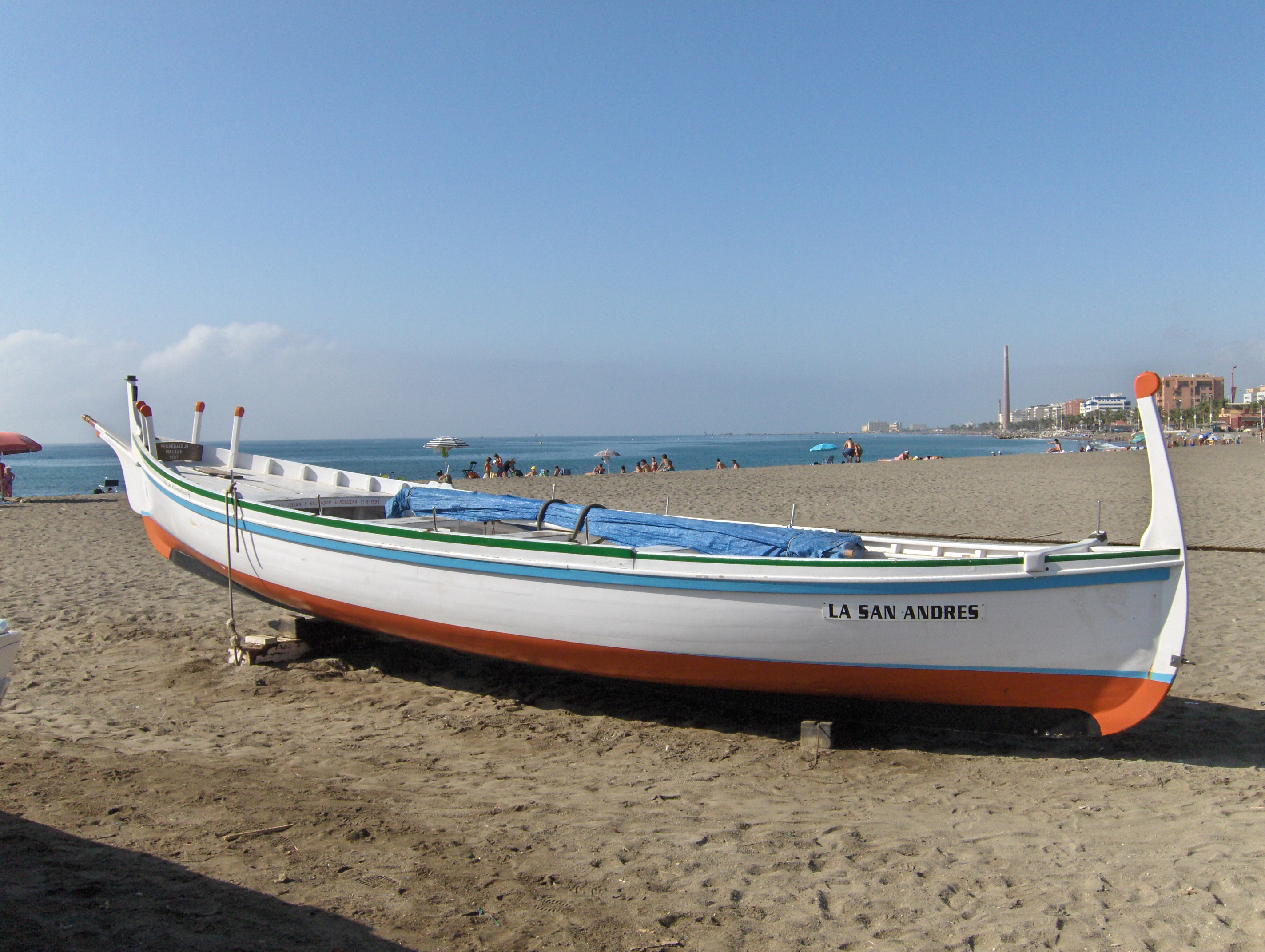
La San Andrés es la anfitriona de la regata de Huelin.

## Palmarés
| Año  | Ganador, embarcación                         | Segundo, embarcación                         | Tercero, embarcación             |
| 2011 | Real Club Mediterráneo, con la María Juliana | CD Rebalaje, con la Rompeola                 | AS Pedregajelo, con la Cordela   |
| 2010 | CD Rebalaje, con la Rompeola                 | Real Club Mediterráneo, con la María Juliana | CD San Andrés, con la San Andrés |
| 2009 | Real Club Mediterráneo, con la María Juliana | ARP Pedregalejo, con la Traya                | CD San Andrés, con la San Andrés |
| 2008 | CD Rebalaje, con la Cordela                  | CD San Andrés, con la San Andrés             | ARP Pedregalejo, con la Traya    |
| 2007 | Real Club Mediterráneo, con la María Juliana | CD San Andrés, con la San Andrés             | ARP Pedregalejo, con la Traya    |